# Nelson, Illinois
Nelson är en ort i Lee County i delstaten Illinois, USA.